# NGC 6729
NGC 6729 (Caldwell 68) est une nébuleuse par réflexion et par émission située dans la constellation de la Couronne australe. Cette nébuleuse a été découverte par l'astronome allemand Julius Schmidt en 1861.

## Découverte
Le complexe nébuleux de la région a échappé à l'observation de John Herschel et de James Dunlop. Albert Marth a observé cet objet avec ses voisins vers 1861, les plaçant dans un catalogue qui comprenait 600 nébuleuses inconnues jusqu'alors. Julius Schmidt, à qui on attribue la découverte de NGC 6727, a noté que son étoile centrale était en fait une étoile variable. Cette étoile a ensuite été cataloguée sous le nom de R Coronae Australis. Il a également remarqué que la luminosité du nuage augmentait et diminuait selon les phases du cycle de variation de son étoile centrale.

## Le complexe nébuleux environnant

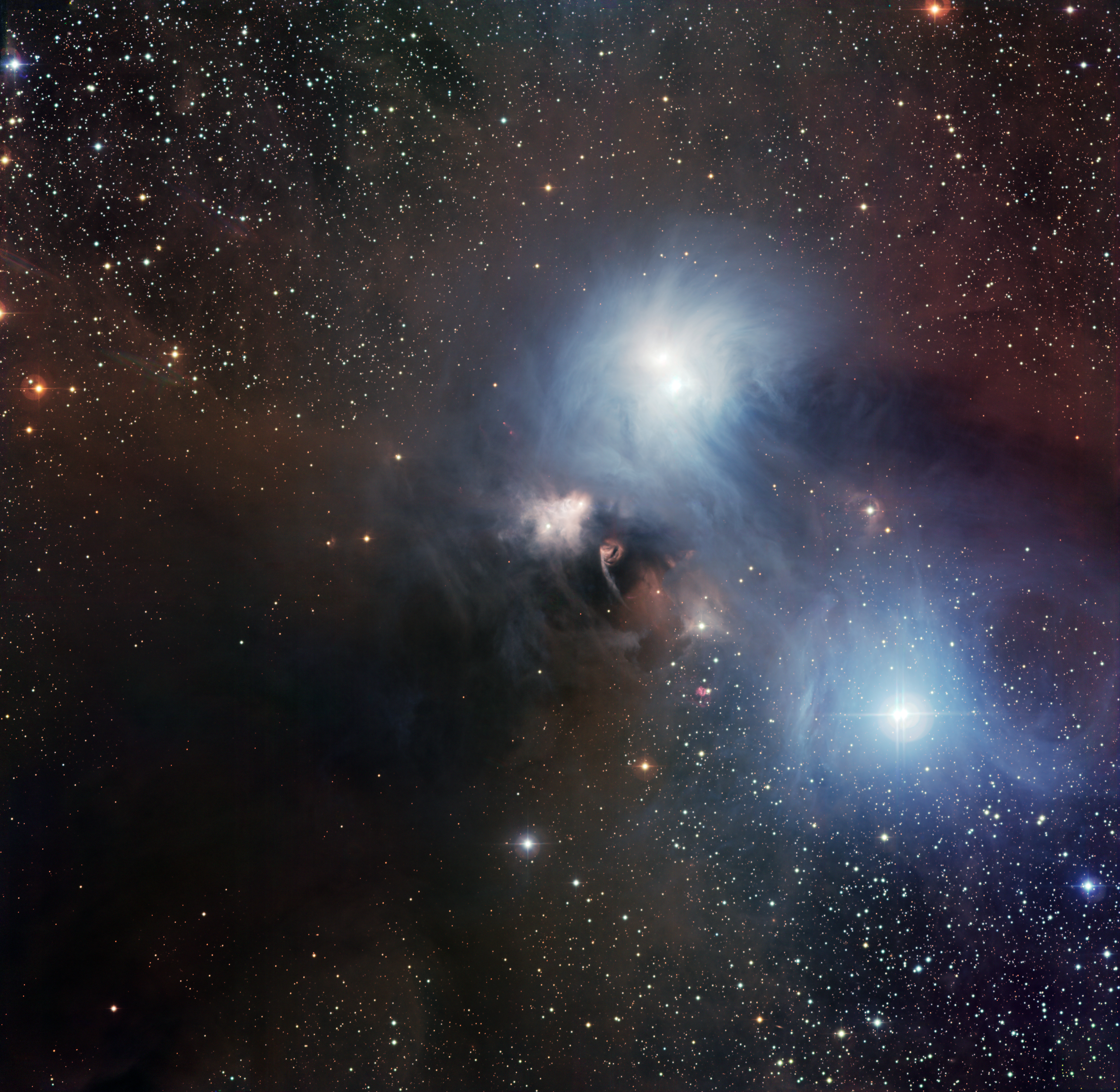
La région de l'étoile R CrA et trois nébuleuses par réflexion. Cette image a été par la caméra Wide Field Imager du télescope de 2,2 mètres de l'observatoire de La Silla.

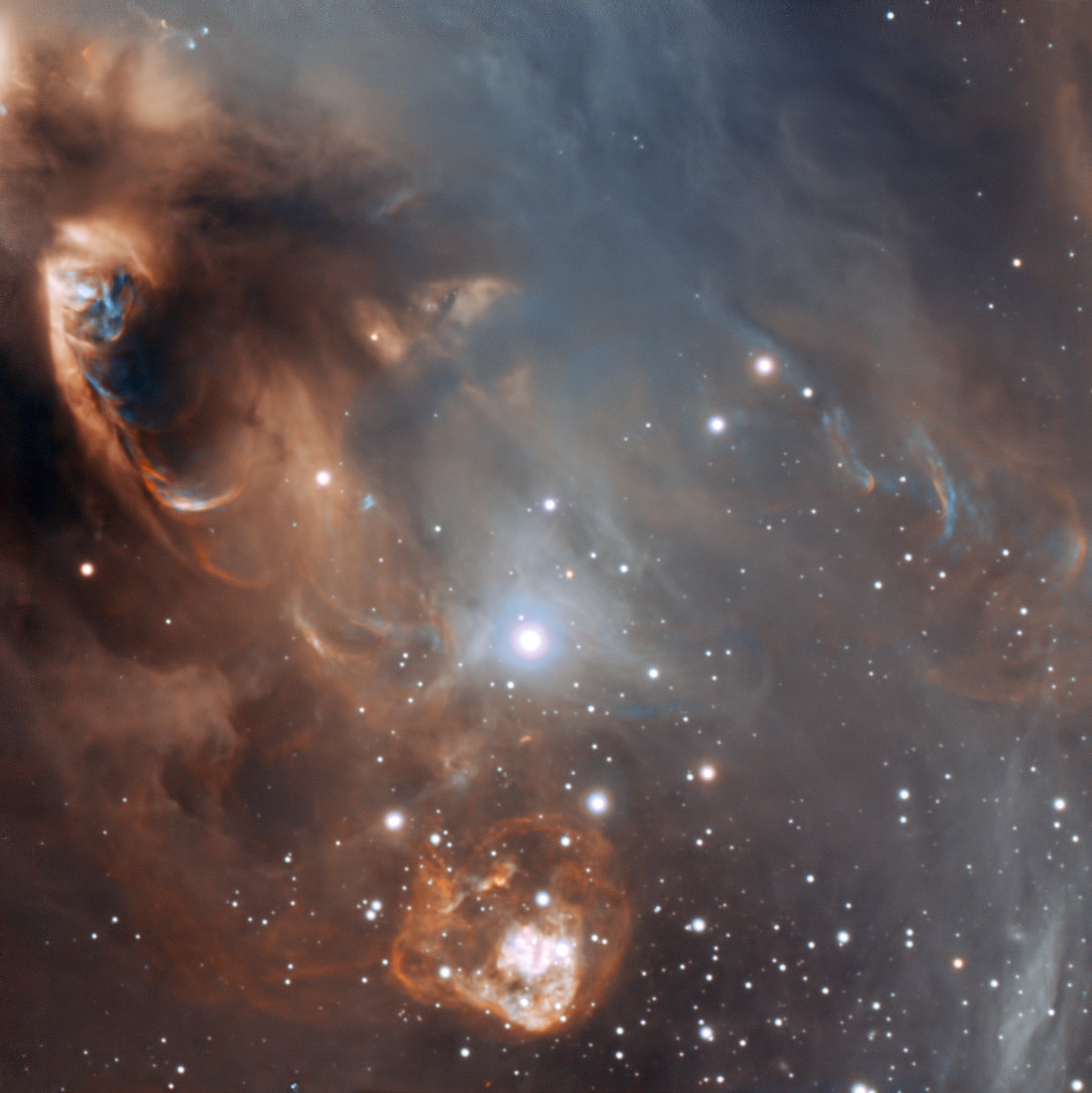
Gros plan sur NGC 6729

NGC 6729 est près et au sud-est de la paire de nébuleuses par réflexion NGC 6726 et NGC 6727. Cette paire, ainsi que les nébuleuses NGC 6729 et IC 4812  sont intégrées dans un vaste nuage interstellaire de gaz et de poussière. L'étoile variable R Coronae Australis (R CrA) est située au sommet de NGC 6729 qu'elle illumine, alors que l'étoile T Coronae Australis (en) (T CrA) de type FOe est sur sa bordure sud-est. L'étoile variable irrégulière TY CrA (en) illumine la nébuleuse NGC 6726. Selon une publication rapportant les mesures du satellite Gaia parue en 2020, l'étoile R CrA est à une distance de 125,2 ± 7,64 pc (∼408 al). 

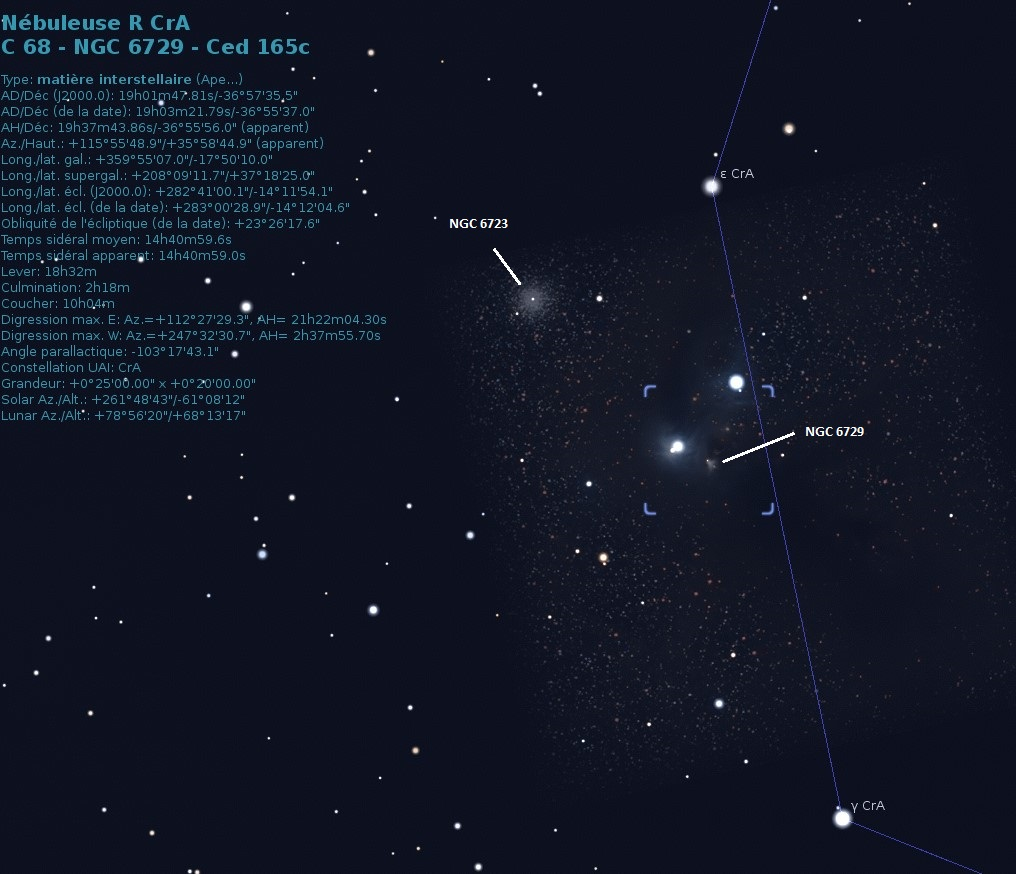
Emplacement de NGC 6729 dans la constellation de la Couronne australe.

NGC 6729 est située près de la ligne joignant les étoiles γ Coronae Australis et ε Coronae Australis, toutes deux de magnitude 5. La région du ciel entre les deux étoiles apparaît fortement obscurcie par la poussière interstellaire, sur laquelle se détachent quelques nébuleuses brillantes, comme NGC 6726 et NGC 6727. La nébuleuse NGC 6729 est la plus petite du groupe en termes de taille, mais est reconnue par sa brillance nettement triangulaire sur un sommet, ce qui le fait ressembler à une comète. Sa luminosité est variable, une caractéristique qui la fait ressembler, en plus de sa forme, à NGC 2261, la nébuleuse variable de Edwin Hubble. Dans le même champ de vision, il est également possible d'incorporer l'amas globulaire NGC 6723.
Sa déclinaison est méridionale, ce qui signifie qu'elle est facilement observable depuis l'hémisphère sud. De l'hémisphère nord elle n'est visible bas sur l'horizon sud qu'à partir des latitudes méditerranéennes ou un peu plus au nord. Elle est facilement observable dans la ceinture tropicale. La période la plus propice à son observation dans le ciel du soir est de juin à octobre.

## Caractéristiques

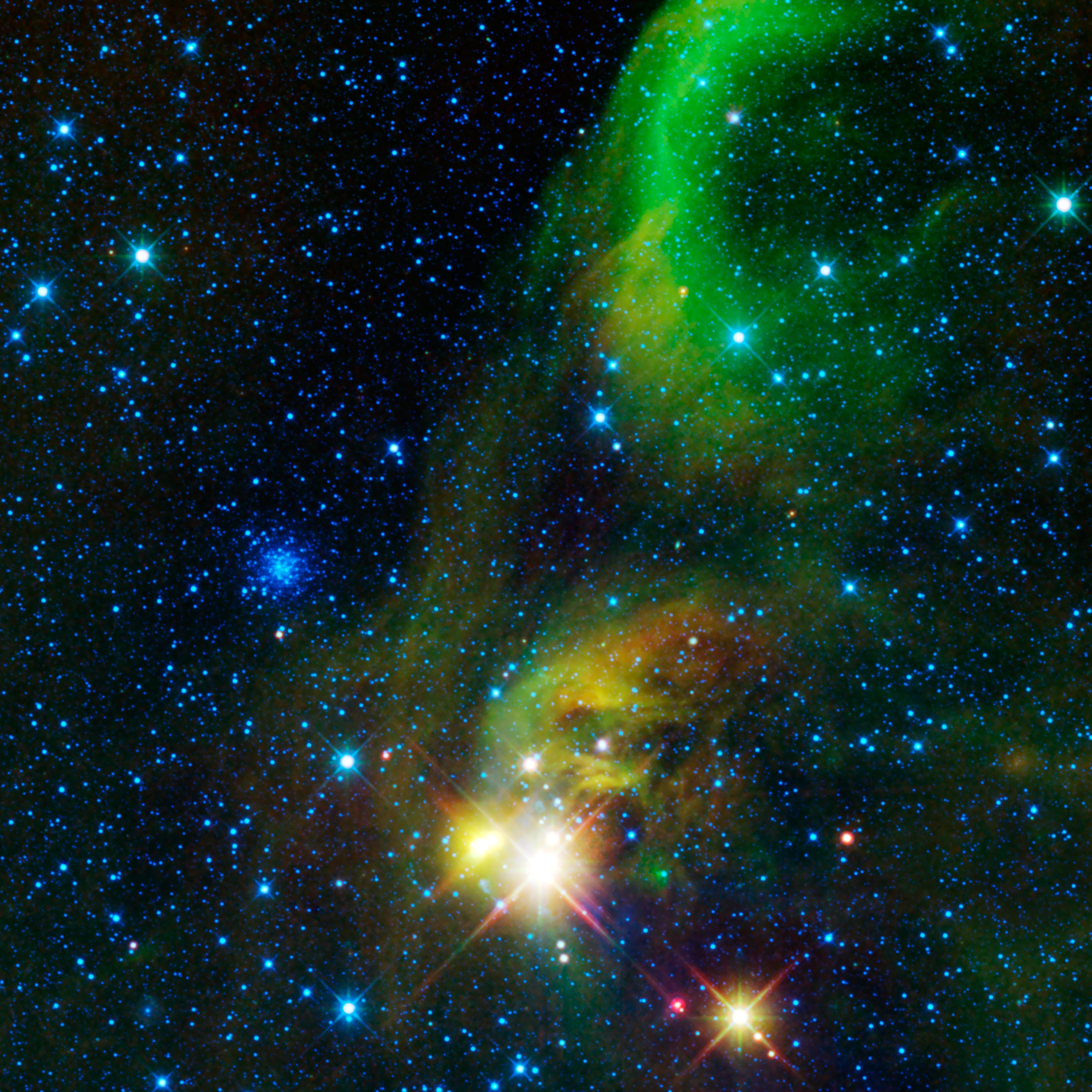
Image en infrarouge provenant des données captées par le satellite WISE de la NASA.

NGC 6729 fait partie d'un nuage moléculaire connu sous le nom de Nuage de la Couronne sud (it). La nébuleuse montre des variations dans sa luminosité, même sur une période de 24 heures seulement. L'étoile centrale, R Coronae Australis, est une variable d'Orion, c'est-à-dire une étoile très jeune, de classe spectrale A qui oscille entre magnitude 10 et 13 et qui se situe au sommet le plus brillant de la nébuleuse. La région du ciel dans laquelle se trouve NGC 6729 est rempli de matière interstellaire non éclairée et est surveillée et étudiée en raison de la présence de certaines sources infrarouges et d'objets HH, sans homologues en lumière visible. Ceci indique la présence dans le passé proche de phénomènes de formation d'étoiles. La présence de ces phénomènes est encore confirmée par la découverte, en 1984, d'un petit amas ouvert (l'amas Coronet) de jeunes objets stellaires, non loin de R Coronae Australis. La distance du complexe est de 408 ± 25 al et est donc situé dans le bras d'Orion, sur son bord le plus intérieur.
Une image plus vaste de la région évoque un babouin avec les nébuleuses NGC 6726, NGC 6727, NGC 6729 et IC 4812.